# Il Mese Enigmistico
Il Mese Enigmistico è un mensile di giochi, enigmistici e non, spin-off de La Settimana Enigmistica. 

## Storia
Nato come edizione antologica di giochi col nome Il Blocco Enigmistico, al presente è costituito quasi interamente di lavori inediti.
Il primo numero fu diffuso a luglio 1995: presentava, come il periodico maggiore, una serie di giochi a carattere enigmistico con la soluzione nella pagina successiva o alle volte anche nel numero successivo. Era edito in forma di block-notes, la cadenza era bimestrale, e vi era una edizione speciale estiva nel mese di luglio.
Nel corso del tempo divenne mensile e le soluzioni finirono tutte quante in fondo al periodico, tranne quelle dei concorsi (almeno due al mese).
Da maggio 2016 la testata assume il nome attuale, è edita a fascicolo, e similmente alla Settimana ha alcuni enigmi in posizione fissa.
A dicembre 2020 ha raggiunto i 200 numeri editi.

## Descrizione
Oltre a proporre molti giochi della Settimana, in esso sono spesso presenti anche alcune esclusive, come il Samurai (multi Sudoku a 5 schemi incrociati), i polizieschi Professione: detective e L'incredibile Baldo (non più editi), e gli spazi umoristici Zits (Il mondo di Bruno) e Casa, dolce casa, e inoltre ripropone personaggi non più editi dal settimanale.
Una particolarità del Mese è l'uso consolidato di tre colori per identificare la difficoltà dei giochi:
- verde: facile;
- blu: media;
- rosso: difficile.

Il colore blu indica anche notizie e curiosità di tipo diverso dai giochi enigmistici.
Alcuni giochi di difficoltà semplice hanno le istruzioni tradotte in varie lingue.